# Акоста (лунный кратер)
Кратер Акоста (лат. Acosta) — небольшой ударный кратер на восточной окраине Моря Изобилия на видимой стороне Луны. Название дано в честь португальского доктора и автора ряда книг по естественной истории Кристобаля Акоста (1515—1580), утверждено Международным астрономическим союзом в 1976 г.

## Описание кратера

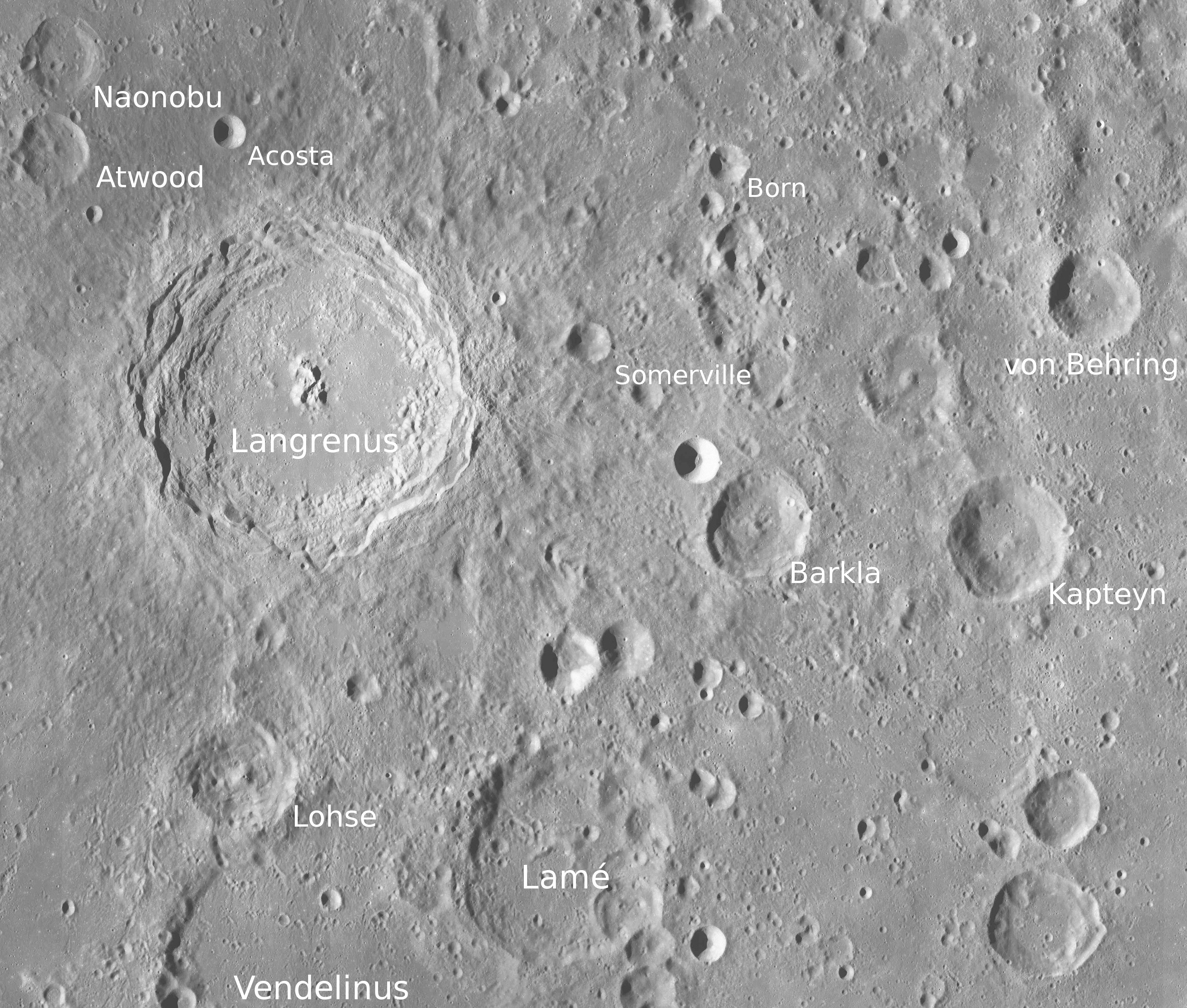
Окрестности кратера Акоста. Снимок Lunar Reconnaissance Orbiter.

Ближайшими соседями кратера являются кратер Уэбб на севере; кратеры Наонобу, Атвуд и Бильхарц на западе; кратер Лангрен на юге.
Селенографические координаты центра кратера 5°39′ ю. ш. 60°08′ в. д. / 5,65° ю. ш. 60,14° в. д., диаметр 13,1 км, глубина 2,9 км.
Кратер имеет правильную циркулярную чашеобразную форму с небольшим участком плоского дна. Высота вала над окружающей местностью составляет 490 м. По морфологическим признакам кратер относится к типу BIO (по наименованию типичного представителя этого класса — кратера Био).
До переименования в 1976 г. кратер назывался сателлитным кратером Лангрен C.

## Сателлитные кратеры
Отсутствуют.